# Teredo bartschi
Teredo bartschi är en musselart som beskrevs av W. Clapp 1923. Teredo bartschi ingår i släktet Teredo och familjen skeppsmaskar. Inga underarter finns listade i Catalogue of Life.